# Football Club Nordsjælland 2015-2016
Questa voce raccoglie le informazioni riguardanti il Football Club Nordsjælland nelle competizioni ufficiali della stagione 2015-2016.

## Stagione
Nella stagione 2015-2016 il Nordsjælland ha partecipato alla Superligaen ed al Landspokalturnering. Nel corso dell'annata, c'è stato il cambio di proprietà del club, che ha portato ad un avvicendamento in panchina tra il vecchio allenatore, Ólafur Kristjánsson, ed il nuovo, Kasper Hjulmand.
La squadra ha chiuso il campionato al 9º posto finale, mentre l'avventura nella coppa nazionale si è conclusa al secondo turno, con l'eliminazione subita per mano del Næstved.

## Rosa
| N. |                        | Ruolo | Calciatore        |
| -- | ---------------------- | ----- | ----------------- |
| 1  | Danimarca (bandiera)   | P     | David Jensen      |
| 2  | Islanda (bandiera)     | D     | Adam Örn Arnarson |
| 3  | Danimarca (bandiera)   | D     | Pascal Gregor     |
| 4  | Danimarca (bandiera)   | D     | Andreas Maxsø     |
| 5  | Brasile (bandiera)     | D     | Ramón             |
| 6  | Danimarca (bandiera)   | C     | Lasse Petry       |
| 7  | Slovacchia (bandiera)  | C     | Stanislav Lobotka |
| 8  | Danimarca (bandiera)   | D     | Patrick Mtiliga   |
| 10 | Danimarca (bandiera)   | C     | Martin Vingaard   |
| 11 | Brasile (bandiera)     | A     | Bruninho          |
| 12 | Paesi Bassi (bandiera) | A     | Joshua John       |
| 13 | Danimarca (bandiera)   | A     | Oliver Thychosen  |

| N. |                      | Ruolo | Calciatore            |
| -- | -------------------- | ----- | --------------------- |
| 14 | Islanda (bandiera)   | C     | Guðmundur Þórarinsson |
| 15 | Svezia (bandiera)    | A     | David Moberg Karlsson |
| 16 | Islanda (bandiera)   | P     | Rúnar Alex Rúnarsson  |
| 17 | Danimarca (bandiera) | C     | Mathias Hebo          |
| 18 | Danimarca (bandiera) | C     | Emiliano Marcondes    |
| 19 | Danimarca (bandiera) | A     | Marcus Ingvartsen     |
| 20 | Danimarca (bandiera) | D     | Nicklas Mouritsen     |
| 22 | Danimarca (bandiera) | D     | Mads Pedersen         |
| 23 | Danimarca (bandiera) | C     | Mathias Jensen        |
| 24 | Danimarca (bandiera) | C     | Christian Køhler      |
| 25 | Danimarca (bandiera) | A     | Adnan Mohammad        |
| 27 | Danimarca (bandiera) | A     | Souheib Dhaflaoui     |

## Risultati

### Superligaen
| Arbitro: | Poulsen |

|  |           |                   |
|  | Marcatori | 10’, 16’ Dalgaard |

| Arbitro: | Svedborg |

|                        |           |  |
| Lundberg 34’, 44’, 57’ | Marcatori |  |

| Arbitro: | Maae |

|                             |           |             |
| Bruninho 22’ Ingvartsen 85’ | Marcatori | 90’ Risgård |

| Arbitro: | Kehlet |

|               |           |              |
| Jørgensen 59’ | Marcatori | 69’ Bruninho |

| Arbitro: | Kehlet |

|              |           |                    |
| Bruninho 66’ | Marcatori | 19’ Söder 33’ Rise |

## Statistiche

### Andamento in campionato
| Giornata  | 1 | 2  | 3  | 4  | 5 | 6 | 7 | 8 | 9 | 10 | 11 | 12 | 13 | 14 | 15 | 16 | 17 | 18 | 19 | 20 | 21 | 22 | 23 | 24 | 25 | 26 | 27 | 28 | 29 | 30 | 31 | 32 | 33 |
| --------- | - | -- | -- | -- | - | - | - | - | - | -- | -- | -- | -- | -- | -- | -- | -- | -- | -- | -- | -- | -- | -- | -- | -- | -- | -- | -- | -- | -- | -- | -- | -- |
| Luogo     | C | T  | C  | T  | C |   |   |   |   |    |    |    |    |    |    |    |    |    |    |    |    |    |    |    |    |    |    |    |    |    |    |    |    |
| Risultato | P | P  | V  | N  | V |   |   |   |   |    |    |    |    |    |    |    |    |    |    |    |    |    |    |    |    |    |    |    |    |    |    |    |    |
| Posizione | 9 | 12 | 10 | 10 | 9 |   |   |   |   |    |    |    |    |    |    |    |    |    |    |    |    |    |    |    |    |    |    |    |    |    |    |    | 9  |

Fonte:  Superligaen, su it.soccerway.com, Soccerway.
Legenda:

Luogo: C = Casa; T = Trasferta. Risultato: V = Vittoria; N = Pareggio; P = Sconfitta.